# Guide to strange places
Guide to strange places is een compositie van John Adams. Adams haalde voor dit werk zijn inspiratie uit een toeristengids voor de Provence: Guide noir de la Provence mystérique. Deze gids vermeldde Paysages insolites (vreemde plaatsen). Adams gaf zelf de eerste uitvoering van het werk en wel in het Concertgebouw te Amsterdam met het Radio Philharmonisch Orkest. Het was een uitvoering in het kader van de Matinee op de vrije zaterdag, toen nog onder leiding van de VARA, die ook opdracht gaf tot dit werk. De BBC en de Sydney Symphony betaalden ook een deel. Tot 2025 werd het werk minstens 95 keer uitgevoerd.

## Muziek
Guide to strange places is een eendelig werk. Het werk begint met een voor de minimal music herkenbare Perpetuum mobile. In dit geval een lange rij zestiende-noten, die je een gevoel van geven. De serie wordt neergezet door de strijkinstrumenten en de blaasinstrumenten breken daarin in. Het inbreken gaat zo voorzichtig, dat men het idee heeft dat de moto perpetuo nog doorloopt terwijl die al lang verdwenen is. Adams schreef het werk zo, dat hoe verder je in het werk komt, des te meer een normale melodie of een vast ritme aanwezig blijft. De erupties binnen het koper nemen steeds grilliger vormen aan. Het slot is een moto perpetuo op zich, een serie tonen die het idee geven dat het stuk verder wil, maar eigenlijk is het al tot stilstand gekomen.

### Orkestratie
- 1 piccolo, 2 dwarsfluiten waarvan 1 ook piccolo, 2 hobo’s, 1 althobo, 2 klarinetten, 1 basklarinet, 1 contrabasklarinet, 2 fagotten, 1 contrafagot
- 4 hoorns, 3 trompetten, 3 trombones, 1 tuba
- pauken, 4 man/vrouw percussie, 1 harp, 1 piano, 1 celesta
- violen (16 eerste, 14 tweede), 10 altviolen, 10 celli, 8 contrabassen

## Discografie
- Uitgave Nonesuch Records (468220): David Robertson met het Saint Louis Orchestra

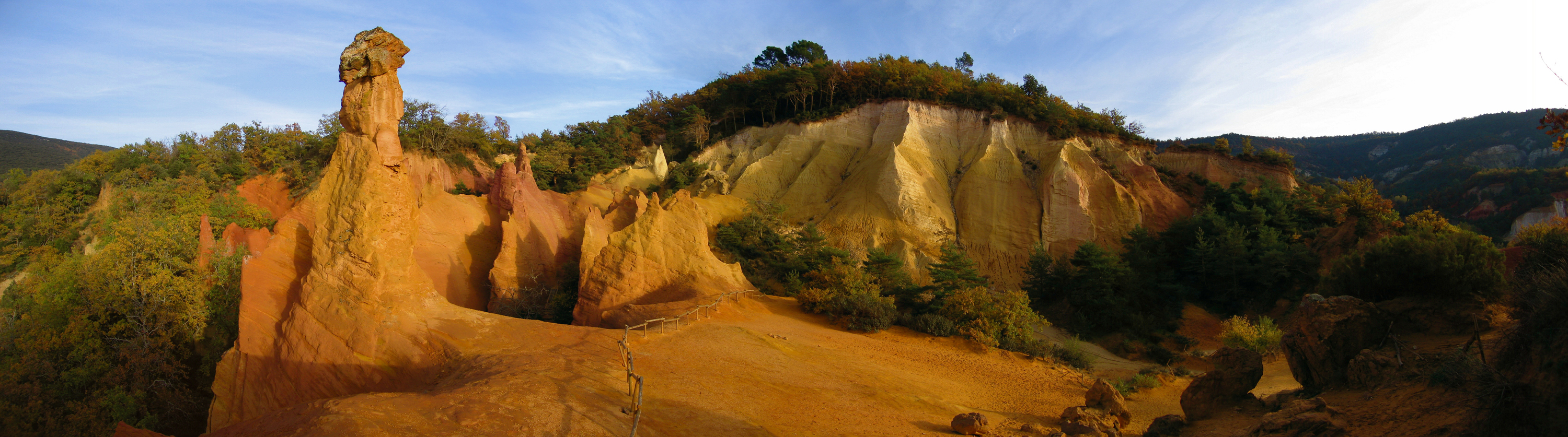
Een van de paysages insolite : Colorado provençal